# Flirsch
Flirsch è un comune austriaco di 961 abitanti nel distretto di Landeck, in Tirolo.